# Україна (Лодзинське воєводство)
Україна (пол. Ukraina) — частина села Леонардув у гміні Зґеж Зґерського повіту Лодзинського воєводства Польщі. 

## Населення
У селі мешкає 10 осіб.